# Аркгем
А́ркгем (англ. Arkham) — вигадане місто, вперше згадується в творах Говарда Лавкрафта. Аркгем розташований у американському штаті Массачусетс, і є місцем дії багатьох творів письменника та його послідовників.
У творах Говарда Лавкрафта Аркгем — таємниче місто з архітектурою XVII століття, де часто відбуваються містичні випадки і побутують легенди про надприродні сили.
На честь міста назване видавництво Arkham House, започатковане Августом Дерлетом і Дональдом Вендреєм.

## Аркгем у літературі

### У творах Говарда Лавкрафта
Точне розташування Аркгема невідоме, але подається інформація, що він знаходиться недалеко від інших вигаданих місць — Іннсмута і Данвіча. За творами Лавкрафта припускається, що Аркгем лежить на північ від Бостона і, ймовірно, знаходиться в окрузі Ессекс. Прототипом Аркгема, можливо, послужило реальне, також часто згадуване Лавкрафтом місто Салем, відоме судовим процесом над відьмами 1692 року.
Через Аркгем протікає річка Міскатонік, на якій знаходиться острів з розставленими по ньому стародавніми менгірами. У Аркгемі розташований Міскатонікський університет, який неодноразово з'являвся у творах Лавкрафта, відомий зберіганням і вивченням окультних знахідок. Міскатонікський університет споряджав експедиції в творах «На стрімчаках божевілля» та «Тінь з позачасся». Головний герой повісті «Сни у відьомському домі», Волтер Джілмен, навчався там же. Крім університету, відомими є організації, як Аркгемське історичне товариство. Місто має дві лікарні: шпиталь св. Єлени і психіатричну лікарню, відому як Аркгемська божевільня.
У настільних іграх за мотивами Міфів Ктулху згадується вигадана масонська ложа цього міста — Ложа Срібних Сутінків (англ. Silver Twilight Lodge).
Основне друковане видання міста — «Аркгем Едвертайзер» (англ. Arkham Advertiser) — поширюється також і в Данвічі. До 1880 року воно називалося «Аркгемська газета» (англ. The Arkham Gazette).
Аркгем вперше згадується в «Картина в домі» (1920), як і річка Міскатонік.
- «Герберт Вест — реаніматор» (1921–1922) — Перша згадка Міскатонікського університету.
- «Неіменоване» (1923)
- «Барва з позамежжя світу» (1927)
- «Жахіття Данвіча» (1928)
- «У горах божевілля» (1931) — один з кораблів експедиції, посланої Міскатонікським університетом, носить назву «Аркгем», інший — «Міскатонік», а головний герой родом з цього міста.
- «Тінь над Іннсмутом» (1931) — перша згадка Аркгемского історичного товариства.
- «Сни у відьомському домі» (1932)
- «Крізь браму срібного ключа» (1932–1933)
- «Істота за порогом» (1933) — перша згадка Аркгемскої божевільні.
- «За межею часів» (1934–1935) — головний герой родом з Аркгема, його середній син — професор Міскатоніського університету.

### Аркгем в творах інших письменників
Аркгем неодноразово згадується у творчості послідовників Лавкрафта, включаючи Роберта Блоха і Браяна Ламлі.
- Роберт Блох. «The Creeper in the Crypt» (1937)
- Джозеф Пейн Брено. « Forringer's Fortune» (1975)
- Джон Бруннер. «Concerning the Forthcoming Inexpensive Paperback Translation of the Necronomicon of Abdul Alhazred» (1992)
- Ремсі Кемпбелл
  - «The Tomb Herd» (1986)
  - «The Tower from Yuggoth» (1986)
- Тіна Л. Йенс. In His Daughter's Darkling Womb" (1997)
- Альберто Лопес Арока. Necronomicón Z (2012)
- Брайан Ламлі. «The Transition of Titus Crow» (1975)
- Роберт М. Прайс, «Wilbur Whateley Waiting» (1987)
- Майкл Ші, «The Color out of Time» (1984)
- Кларк Ештон Сміт. «Я відьма» (I Am a Witch) (19??)
- С. Холл Томпсон. «The Will of Claude Ashur» (1947)
- Ф. Пол Вілсон. «The Barrens» (1990)
- Л. Джонатан Говард. «Johannes Cabal: The Fear Institute» (2011)

## Інші згадки
- Аркгемська божевільня в коміксах, фільмах, мультфільмах та іграх про Бетмена є місцем утримання різноманітних божевільних лиходіїв. Такою вона вперше згадується на початку 1970-х рр. Втім Лавкрафт використовував для позначення цієї божевільні слово Sanitarium, тоді як в коміксах вжито слово Asylum, як і у відеогрі Call of Cthulhu: Dark Corners of the Earth.
- Аркгемська божевільня є одним з місць дії фільму «Керрі 2».
- У настільній грі «Жах Аркгема» герої намагаються врятувати це місто від пришестя Стародавнього.
- Аркгем — ім'я одного з головних антагоністів відеогри Devil May Cry 3: Dante’s Awakening.